# Oreophryne insulana
Oreophryne insulana és una espècie de granota que viu a Papua Nova Guinea.